# Васильєв Ігор Сергійович (хокеїст)
Ігор Сергійович Васильєв (рос. Игорь Сергеевич Васильев; 21 вересня 1986, м. Челябінськ, СРСР) — російський хокеїст, нападник. Виступає за «Сокіл» (Красноярськ) у Вищій хокейній лізі. 
Вихованець хокейної школи «Трактор» (Челябінськ). Виступав за: «Динамо-Енергія» (Єкатеринбург), «Мечел» (Челябінськ).